# Alegeri legislative în Spania, 1977
Alegerile generale ale Spaniei din 1977 au avut loc la data de 15 iunie 1977. Au fost primele alegeri de la moartea lui Francisco Franco.
Votarea s-a făcut prin intermediul votului universal pe baza unui sistem de votare secret. Alegerile s-au ținut prin folosirea unui sistem de reprezentare proporționala în 52 de circumscripții electorale corespunzătoare celor 50 de zone (sau regiuni) ale Spaniei și grupurilor de populație străină africane din Ceuta și Melila. Cele mai mari unități administrativ-teritoriale Barcelona, Madrid si Valencia au ales 32, 31, respectiv 15 membri, altele alegand intre 3 și 12 membri. Excepții au fost Ceuta și Melila care erau membri singuri. Locurile au fost repartizate cu ajutorul metodei D'Hondt și doar listele care figurau cu 3% din totalitatea voturilor finale (care includeau voturile 'in alb' pentru niciuna de mai sus) erau considerate potrivite.
Alegerile au avut loc pe fundalul unei situații economice precare în Spania. Au fost întampinate de demonstrații impotriva neregulilor și de bombardamente în multe regiuni.
În Barcelona, 2000 de manifestanți s-au adunat în afara clădirii care găzduia comitetul alegerilor locale. Aceștia susțineau că nu au fost incluși la studiul de cercetare al pieței care le-ar fi conferit dreptul de a vota.
Doi polițiști au fost de asemena raniți când o bomba artizanală a fost aruncată în autovehiculul acestora.
În Sevilia, 3 oameni inclusiv doi polițiști , au suferit răni minore când o bombă a explodat intr-o judecătorie. În plus, patru explozii au avut loc in Pamploma și două în Cordoba.
Rezultatele alegerilor au fost dezamăgitoare pentru Partidul Comunist care nu și-a atins obiectivul de a obține de la 30 până la 40 de reprezentanți.
- Votanți: 18.590.130 (78.8% participare la vot)
- Voturi valide:18.3243.33
- Voturi în alb:46.248 (0.3% din voturile valide)

| Partid                                                                                  | Abreviere | Voturi     | %     | Locuri |
| --------------------------------------------------------------------------------------- | --------- | ---------- | ----- | ------ |
| Uniunea Democratică de Centru (Unión de Centro Democrático)                             | UCD       | 6,310,391  | 34.52 | 166    |
| Partidul Socialist Muncitoresc (Partido Socialista Obrero Español)                      | PSOE      | 5,371,866  | 29.39 | 118    |
| Partidul Comunist al Spaniei(Partido Comunista de España)                               | PCE       | 1,709,890  | 9.35  | 19     |
| Alianța Populară(Alianza Popular)                                                       | AP        | 1,504,771  | 8.23  | 16     |
| Partidul Socialist Popular (Partido Socialista Popular - Unidad Socialista)             | PSP-US    | 816,582    | 4.47  | 6      |
| Convenția Democratică pentru Catalonia (Pacte Democratic per Catalunya)                 | PDPC      | 514,647    | 2.82  | 11     |
| Partidul Naționalist Basc (Euzko Alderdi Jeltzalea - Partido Nacionalista Vasco)        | PNV       | 296,193    | 1.62  | 8      |
| Coalición Electoral Equipo de la Democracia Cristiana                                   | FDC-EDC   | 215,841    | 1.18  |        |
| Uniunea Democratică Cataloniei (Unió del Centre i la Democracia Cristiana de Catalunya) | UDC-IDCC  | 172,791    | 0.95  | 2      |
| Frontul Electoral Democrat de stânga (Esquerra de Catalunya)                            | EC-FED    | 143,954    | 0.79  | 1      |
| Frente Democrático de Izquierdas                                                        | FDI       | 122,608    | 0.67  |        |
| Alianța Socialistă Democrátică                                                          | ASDCI     | 101,916    | 0.56  |        |
| Agrupación Electoral de Trabajadores                                                    | AET       | 77,575     | 0.42  |        |
| Alianza Națională din 18 iulue                                                          | AN18      | 67,336     | 0.37  |        |
| Reforma Socială Spania                                                                  | RSE       | 64,241     | 0.35  |        |
| Euskadiko Ezkerra                                                                       | EE        | 61,417     | 0.34  | 1      |
| Falange Española de las JONS Auténtica                                                  | FJONSA    | 46,548     | 0.25  |        |
| Independenți                                                                            | INDEP     | 43,786     | 0.24  |        |
| Frente para la Unidad de los Trabajadores                                               | FUT       | 41,208     | 0.23  |        |
| Candidatura Aragonesa Independiente de Centro                                           | CAIC      | 37,183     | 0.2   | 1      |
| Partidul Socialist Vasco                                                                | ESB       | 36,002     | 0.2   |        |
| Partit Socialista del Pais Valencià                                                     | PSPV      | 31,138     | 0.17  |        |
| Candidatura Independientă de Centru                                                     | INDEP     | 29,834     | 0.16  | 1      |
| Partidul Socialist Gallego                                                              | PSG       | 27,197     | 0.15  |        |
| Democracia Cristiana Vasca                                                              | DCV       | 26,100     | 0.14  |        |
| Falange Española de las JONS                                                            | FJONS     | 25,017     | 0.14  |        |
| Unión Navarra de Izquierda                                                              | UNAI      | 24,489     | 0.13  |        |
| Blocul Național Popular Gallego                                                         | BNPG      | 22,771     | 0.12  |        |
| Alianza Foral Navarra                                                                   | AFN       | 21,900     | 0.12  |        |
| Uniunea Regională Andaluza                                                              | URA       | 21,350     | 0.12  |        |
| Partido Socialista Obrero Español (Sector Histórico)                                    | PSOE-H    | 21,242     | 0.12  |        |
| Lliga de Catalunya Partit Liberal Català                                                | LLIGA     | 20,109     | 0.11  |        |
| Asociación Nacional para el Estudio de Problemas Actuales                               | ANEPA-CP  | 18,113     | 0.1   |        |
| Uniunea Autonomă Navarra                                                                | UAN       | 18,079     | 0.1   |        |
| Pueblo Canario Unido                                                                    | PCU       | 17,717     | 0.1   |        |
| Demócratas Independientes Vascos                                                        | DIV       | 15,505     | 0.08  |        |
| Unitat Popular per Socialisme                                                           | CUPS      | 12,040     | 0.07  |        |
| Unión Autonomista de Baleares                                                           | UAB       | 11,914     | 0.07  |        |
| Centro Izquierda de Albacete                                                            | CCIA      | 11,879     | 0.06  |        |
| Unidad Regionalista                                                                     | URAS      | 10,821     | 0.06  |        |
| Frente Navarro Independiente                                                            | FNI       | 10,606     | 0.06  |        |
| Partidul Popular Canario                                                                | PPCAN     | 9,650      | 0.05  |        |
| Democracia Social Cristiana de Cataluña                                                 | DSCC      | 9,157      | 0.05  |        |
| Movimiento Socialista                                                                   | MS        | 8,741      | 0.05  |        |
| Montejurra-Federalismo-Autogestión                                                      | MFA       | 8,461      | 0.05  |        |
| Acción Social Agraria                                                                   | ASA       | 8,439      | 0.05  |        |
| Asociación Círculos José Antonio                                                        | CJA       | 8,184      | 0.04  |        |
| Acción Nacionalista Vasca                                                               | ANV       | 6,435      | 0.04  |        |
| Democracia Cristiana Aragonesa                                                          | DCAR      | 6,014      | 0.03  |        |
| Fuerza Nueva                                                                            | FN        | 5,541      | 0.03  |        |
| Unidad Popular                                                                          | CUP       | 5,206      | 0.03  |        |
| Partido Socialista de Canarias                                                          | PSCAN     | 5,110      | 0.03  |        |
| Partido Independiente de Madrid                                                         | PIM       | 4,814      | 0.03  |        |
| Frente Autonomista Aragonés                                                             | FAA       | 4,791      | 0.03  |        |
| Partido Proverista                                                                      | PPROV     | 4,590      | 0.03  |        |
| Izquierda Canaria Unida                                                                 | ICU       | 4,118      | 0.02  |        |
| Partido Socialista Democrático Español                                                  | PSDE      | 3,786      | 0.02  |        |
| Partido Demócrata Gallego                                                               | PDG       | 3,196      | 0.02  |        |
| Unión Demócrata de las Islas Baleares                                                   | UDIB      | 2,946      | 0.02  |        |
| Federación Laborista                                                                    | FL        | 2,631      | 0.01  |        |
| Partido Radical Socialista de Valencia                                                  | PRSV      | 2,345      | 0.01  |        |
| Agrupación Electoral Independiente del Campo y la Ciudad                                | AEICYC    | 1,623      | 0.01  |        |
| Candidatura Unitaria de la Izquierda Regionalista                                       | CUIR      | 1,504      | 0.01  |        |
| Candidatura Independiente de la Pequeña y Mediana Empresa                               | CIPYE     | 1,480      | 0.01  |        |
| Asociación de Electores de Ceuta                                                        | ADEC      | 1,099      | 0.01  |        |
| Agrupación de Electores Carlistas                                                       | ADC       | 938        | 0.01  |        |
| Falange Esporádica Independiente                                                        | FEI       | 855        | 0     |        |
| Partido Agrario Español                                                                 | PAE       | 833        | 0     |        |
| Partido Liberal Independiente                                                           | PLI       | 805        | 0     |        |
| Bloque Andaluz de Izquierdas                                                            | BAI       | 226        | 0     |        |
| Total                                                                                   | Total     | 18,278,085 | 100%  | 350    |